# فرديناند هاين
فرديناند هاين (بالألمانية: Ferdinand Heine senior)‏ هو عالم طيور ألماني، ولد في 9 مارس 1809 في هلبرشتات في ألمانيا، وتوفي بنفس المكان في 28 مارس 1894.